# São Vicente (Rio Grande do Norte)
São Vicente est une municipalité brésilienne située dans l'État du Rio Grande do Norte.